# Revolución siamesa de 1932
La Revolución siamesa de 1932 o el Golpe de Estado en Siam de 1932 (tailandés: การปฏิวัติสยาม พ.ศ. 2475 o การเปลี่ยนแปลงการปกครองสยาม พ.ศ. 2475) fue un golpe de Estado del Partido Popular que ocurrió en Siam el 24 de junio de 1932. Acabó con el gobierno monárquico absolutista de siglos de Siam bajo la dinastía Chakri y resultó en una transición incruenta de Siam a una monarquía constitucional, la introducción de la democracia y la primera constitución, y la creación de la Asamblea Nacional. El descontento causado por la crisis económica, la falta de un gobierno competente, y el ascenso de la gente común educada en Occidente impulsó la revolución.
El rey Prajadhipok permaneció en el trono y se comprometió con el partido Khaha Ratsadon. Dos golpes de Estado ocurrieron un año después, en abril y junio en medio de peleas internas dentro del gobierno por el plan económico socialista de Pridi Banomyong y una rebelión de los realistas.

## Antecedentes

### Monarquía absoluta
Desde 1782, el reino de Siam había sido gobernado por la dinastía Chakri. Después de 1868, el rey Chulalongkorn (Rama V) reformó un reino medieval en un estado centralizador de monarquía absoluta. La monarquía empezó a hacer de la jerarquía real y nobiliaria, la Sakdina, el aspecto más crítico del sistema político de Siam. Hacia 1880, Chulalongkorn pidió a Europa una iniciación en la cultura moderna y mostró una preferencia decidida por la cultura anglosajona de Inglaterra. En la década de 1910, el rey Vajiravudh (Rama VI) buscó legitimar el absolutismo por medio del nacionalismo tailandés, usando un enfoque occidental, al nombrar plebeyos al gobierno. La intervención de los plebeyos decepcionó a la aristocracia y a la nobleza. Rama VI realizó políticas impopulares que disminuyeron la influencia de la familia real.

### Mala gestión de Rama VI
Durante el reinado del rey Rama VI, la salud fiscal se vio erosionada. El gasto excesivo en la corte, la incapacidad de controlar la corrupción del círculo interno del rey, y su creación del Cuerpo de Tigres Salvajes para promover un nacionalismo de estilo moderno fueron considerados ampliamente como un desperdicio. En 1920, la mala gestión fiscal y la crisis económica mundial llevaron el presupuesto estatal al déficit. En 1925, los príncipes más importantes decidieron exigir grandes recortes en gastos, especialmente en la casa real. Esto representó un desafío audaz a la autoridad de la monarquía absoluta y reflejó la gravedad del malestar fiscal en Siam. La crítica, entonces, fue que Rama VI no era un monarca absoluto competente, y que desperdició el enorme capital político.
En 1912, una revuelta palaciega, planeada por oficiales militares jóvenes, intentaron sin éxito derrocar y reemplazar a Rama VI. Su objetivo era derrocar el antiguo régimen y reemplazarlo con un sistema constitucional occidentalizado y reemplazar a Rama VI con un príncipe más comprensivo con sus creencias. La revuelta fracasó y los participantes fueron encarcelados. En reacción, Vajiravudh abandonó sus intentos de una reforma constitucional y continuó con su gobierno absolutista, con la pequeña excepción de nombrar a algunos plebeyos a su consejo privado y gobierno.

### El ascenso de las élites "plebeyas" educadas en Occidente
La educación occidental se volvió popular en el reinado de Rama V. Aunque esto todavía estaba en gran medida limitado a la nobleza siamesa y a los ricos, ahora había nuevas vías de movilidad social disponibles para los plebeyos y los miembros de la baja nobleza. El mejor ejemplo de estos beneficiarios plebeyos es Phibun Songkram, de origen campesino. Muchos de los estudiantes siameses más brillantes, tanto plebeyos como nobles, fueron enviados a estudiar a Europa. Entre ellos se encuentran Pridi Banomyong, de ascendencia chino-tailandesa, y Prayoon Pamornmontri, hijo medio alemán de un funcionario tailandés de bajo rango en la legación siamesa en Berlín y posteriormente paje del príncipe heredero que se convertiría en Rama VI. Se convertirían en miembros destacados de los "promotores". Estas élites plebeyas, educadas en Occidente, estaban expuestas no solo a los últimos conocimientos científicos y técnicos de Europa, sino también a los ideales de la democracia, el nacionalismo y el comunismo occidentales.

## Preludio

### Los "promotores"

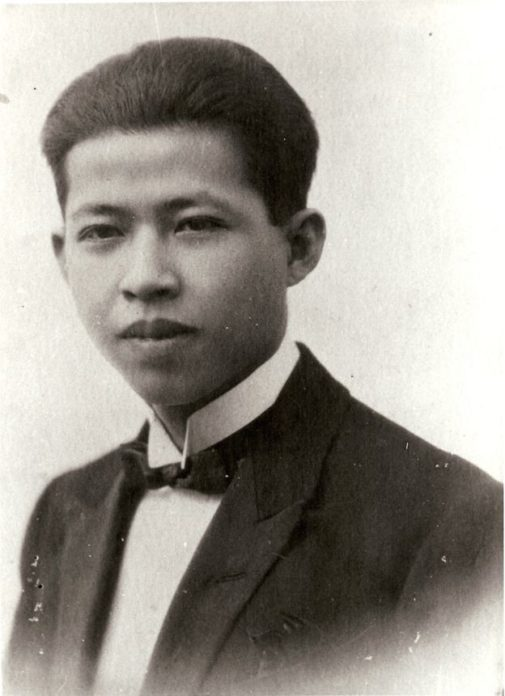
Pridi Banomyong, líder de la facción civil.

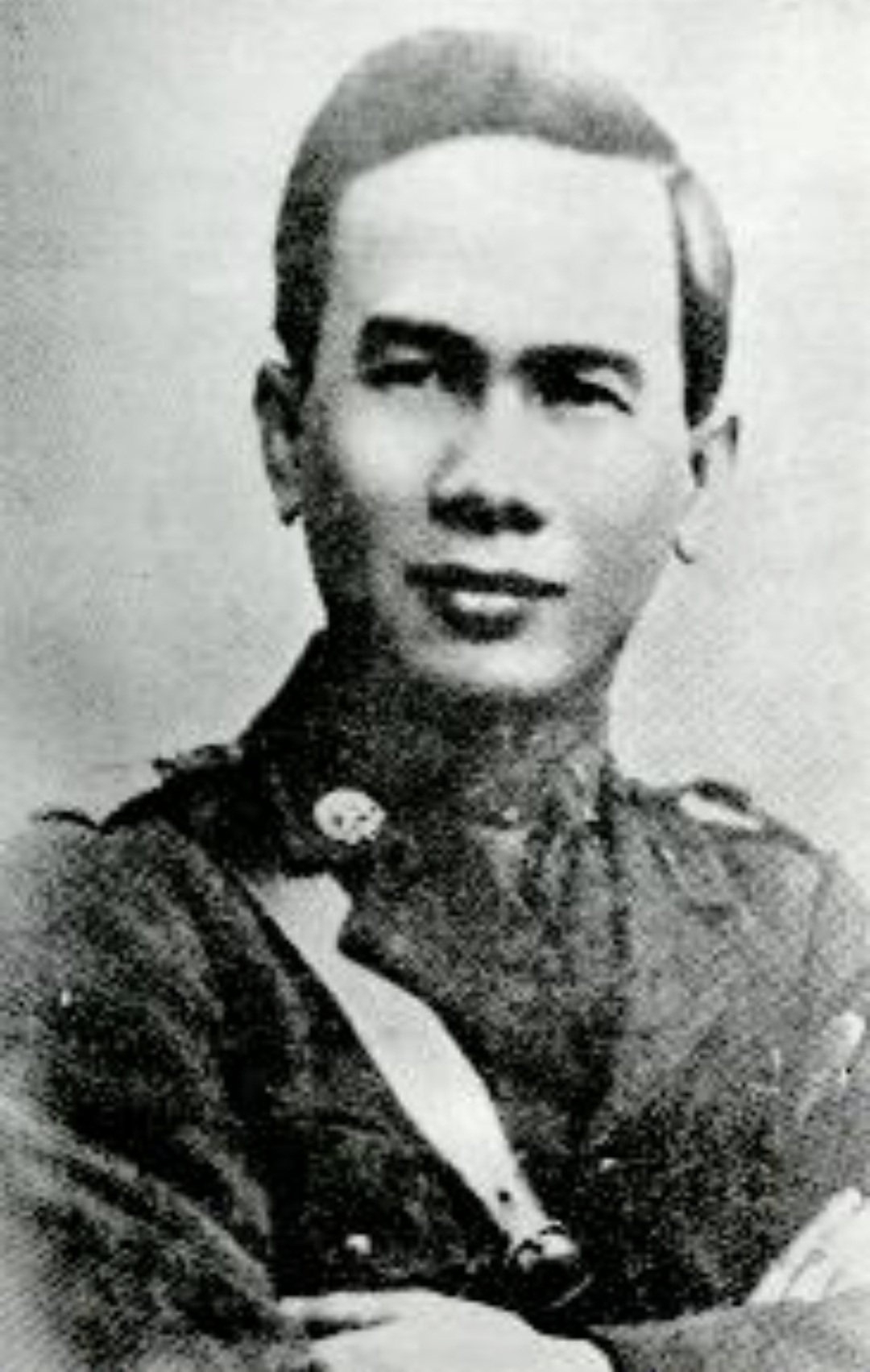
Mayor Plaek Pibulsonggram, líder de la facción del ejército joven.

En febrero de 1927, en un hotel de la Rue du Sommerard en París, Francia, un pequeño grupo de siete estudiantes militares y civiles se reunieron para debatir la fundación de un partido para intentar logar un cambio en Siam. Decididos a no repetir el fracaso del complot de 1912, elaboraron un plan claro y coherente para transformar Siam. Este grupo incluía a dos jóvenes estudiantes: un soldado y artillero Plaek Pibulsonggram, y el otro un estudiante de derecho y radical Pridi Banomyong. El grupo se autodenominaba "Promotores" (ผู้ก่อการ), con la esperanza de regresar a casa para intentar promover el cambio. Los promotores se dieron cuenta, irónicamente, como lo habían hecho los asesores del rey, que el pueblo siamés aún no estaba preparado para la democracia, y la mayoría eran campesinos analfabetos con poca preocupación por los asuntos en Bangkok. En Bangkok, la nueva y emergente clase media era dependiente del patrocinio de la aristocracia para obtener empleos y puestos. Como resultado, se dieron cuenta de que una "revolución de masas" no era posible y que solo un golpe de Estado militar era posible. Para este propósito se formó un partido vanguardista y fue nombrado Khana Ratsadon (คณะราษฎร) o Partido del Pueblo.
Cuando los promotores finalmente regresaron a Siam a finales de la década de 1920, ampliaron silenciosamente sus listas de contactos y membresías del partido, en su mayoría usando una relación personal. Pridi se volvió un profesor en la Facultad de Derecho del Ministerio de Justicia, donde reunió el apoyo de alrededor de cincuenta hombres de ideas afines, en su mayoría civiles y funcionarios, quienes también buscaban ver el final de la monarquía absoluta. Fue tarea de los demás, como Plaek, quien para ese entonces ya había recibido el título de Luang y se convirtió en Luang Phibunsongkhram, tratar de reunir partidarios dentro del ejército. Un joven capitán naval, Luang Sinthusongkhramchai, estaba haciendo lo mismo para la marina. El número de miembros del partido aumentó y, hacia finales de 1931, llegó a 102 miembros, separándose en dos ramas compuestas por civiles y militares.

### Cuatro mosqueteros

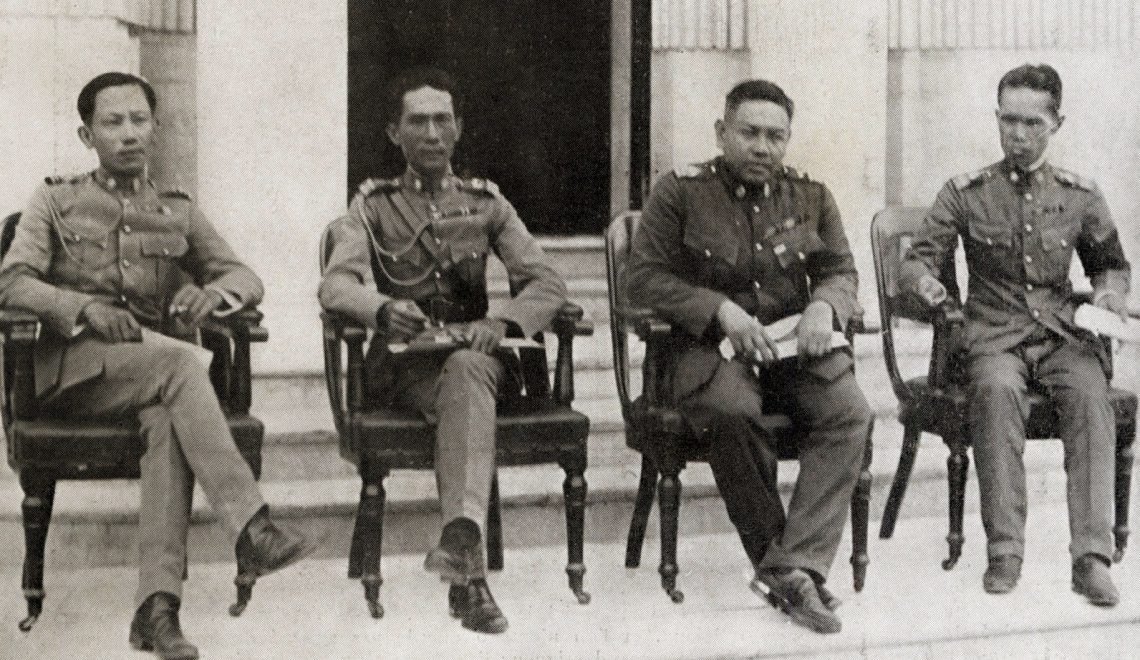
(De izquierda a derecha): Coronel Phraya Songsuradej, teniente coronel Phra Phrasasphithayayut, coronel Phraya Phahonphonphayuhasena y el coronel Phraya Ritthiakhaney, los "cuatro mosqueteros" revolucionarios.

Prayoon Pamornmontri, uno de los siete promotores, un oficial del ejército y antiguo paje real del rey Vajiravudh, se encargó de intentar reclutar para el partido miembros influyentes y poderosos que también querían ver el fin de la monarquía absoluta y el poder de los príncipes. Un oficial con el que tenía conexión era el inspector adjunto de artillería, el coronel Phraya Phahol Pholpayuhasena. Hombre afable y popular en el ejército, se unió inmediatamente al partido y dio su apoyo. El segundo oficial superior era el coronel Phraya Songsuradet, considerado como una de las mentes más brillantes de su generación y el director de educación en la Academia Militar. Ambos habían estudiado en el extranjero y ansiaban un cambio. Songsuradet instantáneamente se convirtió en el estratega del partido, aconsejándole primero asegurar Bangkok militarmente y, tarde o temprano, el país seguiría el mismo camino. También aconsejó a los promotores que mantuvieran mayor discreción para evitar la detección oficial y policial. Finalmente, contactó con su amigo el coronel Phraya Ritthiakhaney, comandante de la artillería de Bangkok, quien compartió sus preocupaciones por el dominio de los príncipes sobre el ejército y finalmente se unió al partido. Finalmente, se le unió Phra Phrasasphithayayut, otro oficial descontento. Formando lo que se conocía como los "Cuatro Mosqueteros" (4 ทหารเสือ, Cuatro Soldados Tigre), los miembros más antiguos del partido al final se convirtieron en sus líderes.

### Intento de modernización de Rama VII

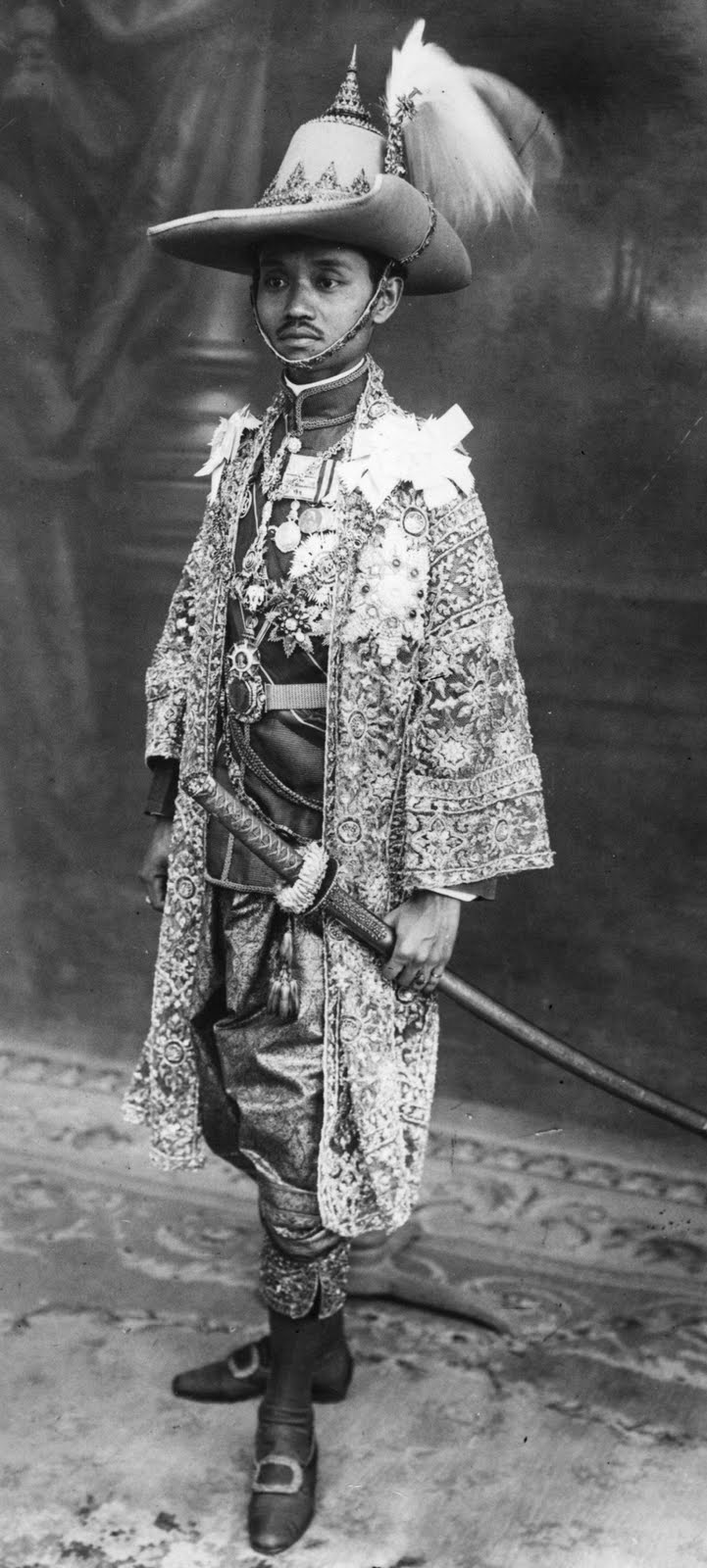
El rey Prajadhipok vistiendo un khrui y chang kben, armado con un krabi

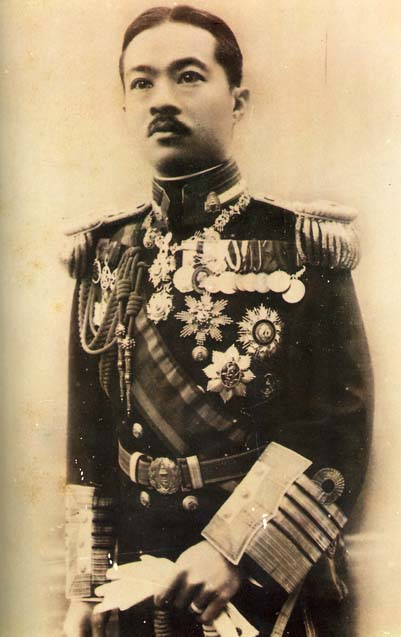
Su Alteza Real el Príncipe de Nakorn Sawan, ministro del Interior y miembro más poderoso del gobierno

El príncipe Prajadhipok Sakdidej heredó un país en crisis. Su hermano el rey Vajiravudh había dejado al Estado al borde de la quiebra, y el hecho de que el Estado y el pueblo fueron forzados a subvencionar a los numerosos príncipes y sus lujosos estilos de vida. Prajadhipok creó el Consejo Supremo de Estado para resolver los problemas. El consejo estaba compuesto por príncipes experimentados, que rápidamente reemplazaron a los plebeyos designados por Vajiravudh. El consejo estaba dominado por el ministro del Interior, el príncipe Paribatra Sukhumbandhu, educado en Alemania; los príncipes Chakri de alto rango habían recuperado su dominio del gobierno, y solo cuatro de los doce ministros estaban administrados por plebeyos o miembros de la nobleza baja. Prajadhipok resultó ser un monarca comprensivo, ordenó inmediatamente un recorte en los gastos de palacio y viajó extensamente por todo el país. Se hizo más accesible y visible para la creciente élite y clase media de Bangkok al desempeñar numerosas funciones cívicas. Para entonces, los estudiantes enviados a estudiar al extranjero habían comenzado a regresar, enfrentados a la falta de oportunidades, el atrincheramiento de los príncipes y el atraso relativo del país.

### Descontento por la crisis económica
En 1930, cuando el desplome de Wall Street y la crisis económica alcanzaron Siam, Prajadhipok propuso la imposición de impuestos generales sobre la renta y sobre la propiedad para aliviar el sufrimiento de los pobres. Estas propuestas fueron rechazadas por el Consejo Supremo, que temía que sus fortunas se redujeran. En cambio, recortaron las nóminas de la administración pública y el presupuesto militar, lo que enfureció a la mayor parte de la élite culta del país. El cuerpo de oficiales estaba especialmente descontento y en 1931 el príncipe Boworadej, un miembro menor de la familia real y ministro de Defensa, dimitió. Boworadej no era miembro del consejo supremo y se sospechaba que el desacuerdo con el consejo sobre los recortes presupuestarios llevó a su renuncia. El rey, que confesó abiertamente su falta de conocimientos financieros, afirmando que no era más que un simple soldado, intentó con poco éxito enfrentarse a los príncipes mayores sobre el tema.

### Constitución negada por Rama VII
Mientras tanto, el rey dedicó sus esfuerzos a redactar una constitución, con la ayuda de dos príncipes y un asesor de política exterior estadounidense, Raymond Bartlett Stevens. A pesar de que le habían advertido que su pueblo aún no estaba preparado para la democracia, el Rey no se dejó intimidar y estaba decidido a implementar una constitución antes del 150.º aniversario de su dinastía en 1932. El documento fue rechazado por los príncipes en el consejo supremo.
El 6 de abril de 1932, el rey inauguró un puente sobre el río Chao Phraya. La inauguración fue algo apagada debido a los temores derivados de una supuesta profecía que se remonta a los días del rey Rama I, que predijo el fin de la dinastía en su 150.º aniversario. A finales de abril, Prajadhipok partió de Bangkok para sus vacaciones de verano, dejando al príncipe Paribatra como regente. El rey se dirigió al Palacio Klai Kangwon (วังไกลกังวล: traducido como 'lejos de preocupaciones') de Hua Hin en la provincia de Prachuap Khiri Khan.

### Filtración del plan
A pesar de sus preocupaciones, la existencia del plan finalmente se filtró a la policía. En la tarde del 23 de junio de 1932, el director general de la policía realizó una llamada al príncipe Paribatra, pidiéndole autorización para detener y encarcelar a todos los implicados en el complot. El príncipe, al reconocer en la lista nombres que incluían a muchos individuos influyentes y poderosos, decidió posponer el pedido para el día siguiente. Esa misma tarde, uno de los partidarios de Luang Sinthu en la marina tomó el control de una cañonera desde su muelle en el río Chao Phraya, y por la mañana apuntaba sus armas directamente al palacio del príncipe Paribatra en Bangkok. El propio Luang Sinthu mobilizó a 500 marineros armados, preparados para tomar el Salón del Trono de Ananta Samakhom, en el centro de la capital y parte del Palacio de Dusit. Tras ellos estaba Prayoon, quien esa misma noche tomó el mando de un grupo de jóvenes oficiales para tomar las oficinas de correo y telégrafos de los alrededores de la capital. Uno de los oficiales fue Khuang Abhaiwongse. De esta forma, se interrumpieron todas las comunicaciones entre los príncipes y los altos funcionarios de la administración. Sus casas también estaban bajo vigilancia y custodiadas por miembros del partido, tanto civiles como militares.

## El golpe

### Toma de Bangkok

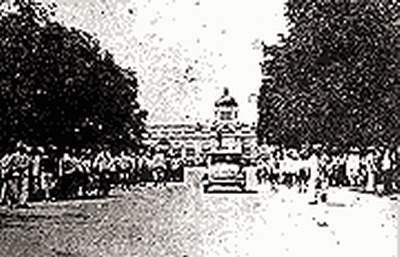
Soldados reunidos frente al Salón del Trono, 24 de junio de 1932.

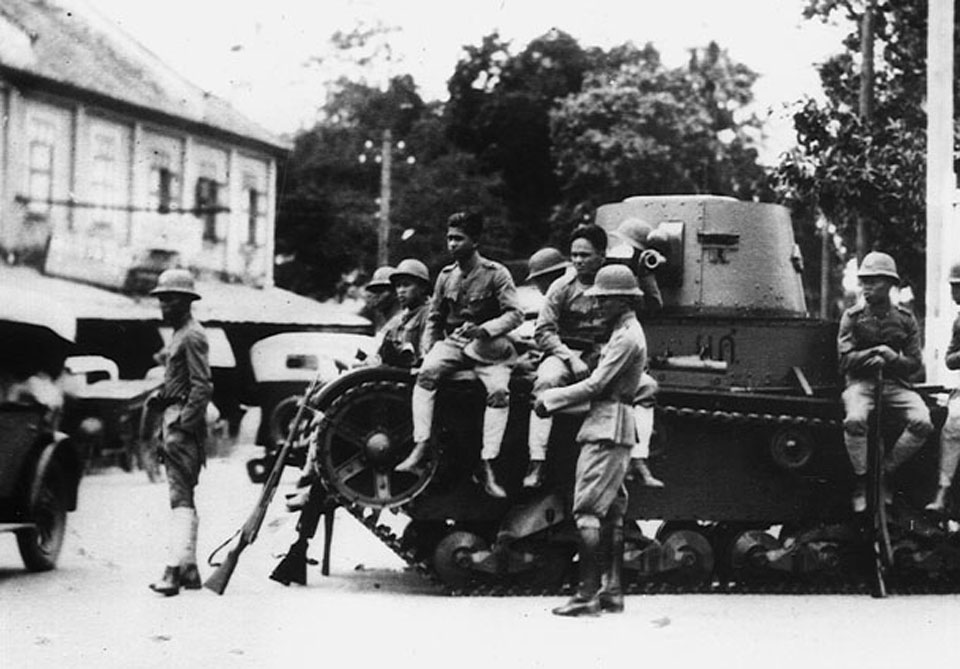
Tropas en la calle durante la revolución.

Mientras el rey Prajadhipok residía en Bangkok, alrededor de las 04:00 a. m. del 24 de junio de 1932, Phraya Phahon, Phraya Songsuradet y Phra Phrasasphithayayut ya estaban llevando a cabo su parte del plan. Phraya Phanon y algunos partidarios se reunieron cerca del Salón del Trono Ananta Samakhom esperando a la señal, mientras Phraya Songsuradet fue con un par de conspiradores al cuartel del Primer Regimiento de Caballería de la Guardia Real, donde se guardaban la mayoría de los vehículos blindados de Bangkok. A su llegada, Phraya Songsuradet reprendió al oficial a cargo del cuartel por dormir mientras había un levantamiento chino en otra parte de la ciudad, mientras abría las puertas del cuartel y movilizaba a las tropas. La artimaña funcionó, y en medio de la confusión y el pánico, Phraya Prasan logró arrestar al comandante del regimiento y ponerlo bajo custodia. Plaek Phibunsongkhram recibió órdenes de custodiarlo. Se requisaron vehículos blindados, incluyendo algunos tanques, y se les ordenó dirigirse al Salón del Trono de Ananta Samakhom, incluyendo a Phraya Ritthi. Tras haber sido informadas semanas antes de que se estaba llevando a cabo un ejercicio militar, otras tropas en las cercanías de Bangkok se unieron a los conspiradores, participando así, sin saberlo, en una revolución. Las unidades leales a la monarquía se encerraron en sus cuarteles.
Cuando la infantería y la caballería llegaron a la Plaza Real frente al Salón del Trono de Ananta Samakhom alrededor de las 6:00, ya había una multitud observando a los militares reunidos. Una multitud confundió el acto con un levantamiento chino o un ejercicio militar. Phraya Phanon se subió a un tanque y leyó el Manifiesto del Khana Ratsadon, una declaración proclamando el fin de la monarquía absoluta y el establecimiento de un nuevo estado constitucional en Siam. Los promotores vitorearon, seguidos por los militares, probablemente más por deferencia que por comprender lo que realmente estaba sucediendo.

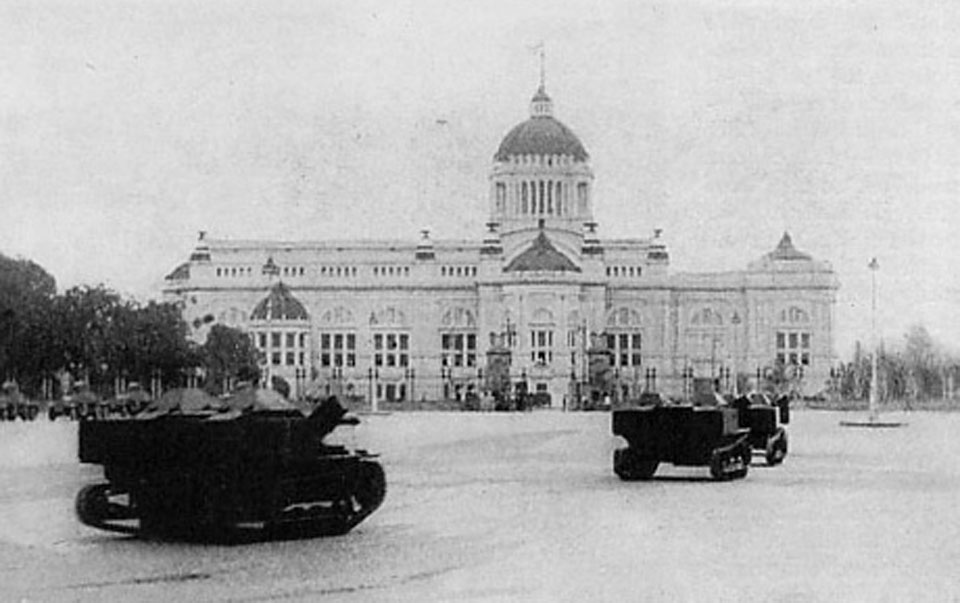
Tanques afuera del Salón del Trono Ananta Samakhom.

En realidad, Phraya Phanon fanfarroneaba. El éxito de la revolución aún dependía de los acontecimientos en otras partes de Bangkok. Phraya Prasan fue enviado a la casa del príncipe Paribatra y a otros miembros de alto rango del gobierno y príncipes. El príncipe Paribatra aparentemente estaba en pijama cuando fue arrestado. Trece miembros de la Familia Real Tailandesa y doce nobles fueron arrestados, lo que causó una angustia traumática a las élites tailandesas. Ninguno, excepto el comandante del Primer Cuerpo del Ejército, ofreció resistencia. Este opuso resistencia y resultó levemente herido, pero finalmente fue detenido, convirtiéndose en la única baja de la revolución. Cerca de 40 oficiales fueron arrestados y recluidos en el Salón del Trono de Ananta Samakhom. Una excepción fue el ministro de Comercio y Comunicaciones, el príncipe Purachatra Jayakara, príncipe de Kamphaeng Phet, quien escapó en una locomotora desprevenida para advertir al rey en Hua Hin. A las 8:00 la operación finalizó y los Promotores habían ganado el día.
El Khana Ratsadon obligó a los príncipes a firmar un documento que proclamaba su compromiso con la paz y con evitar cualquier derramamiento de sangre. El golpe apenas obtuvo respuesta de la población, y la vida cotidiana volvió a la normalidad incluso antes del final del día. El resto del país también mostró un descontento similar, lo que llevó al periódico londinense The Times a informar que la revolución fue simplemente "un simple reajuste".
Para la tarde del 24 de junio, el Khana Ratsadon se sintió lo suficientemente confidente como para convocar una reunión ministerial de alto nivel. En la reunión Pridi intentó persuadir a los altos funcionarios para que apoyaran al Khana Ratsadon, solicitándoles apoyo y pidiéndoles que se mantuvieran unidos, para evitar que la aparente confusión condujera a una intervención extranjera. Pridi solicitó al Ministerio de Asuntos Exteriores que enviara a todas las misiones extranjeras un documento que declarara el compromiso del partido con la protección de las vidas y los negocios extranjeros y con el cumplimiento de las obligaciones de Siam en virtud de los tratados.

### Manifiesto del Khana Ratsadon
La mayoría de las administraciones civiles y militares ofrecieron poca resistencia. Acostumbrados a recibir órdenes y con todas las vía de comunicación cortadas, no pudieron actuar. La siguiente etapa de la revolución quedó en manos del sector civil del partido. Pridi Banomyong, su líder, con la ayuda de sus partidarios, inundó la capital con los panfletos, folletos y emisiones de radio del Khana Ratsadon, todos en apoyo a la revolución. El texto del manifiesto del Khana Ratsadon, escrito por Pridi, criticaba duramente al monarca:

Todo el pueblo,
Cuando este rey sucedió a su hermano mayor, al principio la gente esperaba que gobernara con una actitud protectora. Pero… el rey mantiene su poder por encima de la ley como antes. Nombra a parientes de la corte y aduladores sin mérito ni reconocimiento en puestos importantes, sin escuchar la voz del pueblo. Permite que los funcionarios usen el poder de su cargo de forma deshonesta… eleva a los de sangre real a derechos especiales por encima del pueblo. Gobierna sin princípios. Los asuntos del país quedan a merced del destino, como lo demuestra la depresión económica y las penurias… el gobierno del rey ha tratado al pueblo como esclavo… se puede ver que, de los impuestos que se exprimen al pueblo, el rey se lleva muchos millones para su uso personal… El Partido Popular no desea arrebatar el trono. Por lo tanto, invita a este rey a conservar el cargo. Pero debe de estar bajo la ley de la constitución para gobernar el país, y no puede hacer nada independientemente sin la aprobación de la asamblea de representantes del pueblo… Si el rey responde con una negativa o no responde dentro del tiempo establecido… será considerado como traición a la patria, y será necesario que el país tenga una forma republicana de gobierno.

El tono del manifiesto difería considerablemente del del telegrama enviado al rey, firmado por los tres coroneles y mosqueteros: Phraya Phahon, Phraya Songsuradet y Phraya Ritthi. El telegrama declaraba, en lenguaje real (Rachasap: ราชาศัพท์), que si el rey no deseaba permanecer como monarca bajo una constitución, el partido estaba dispuesto a reemplazarlo por otro príncipe real. A pesar del lenguaje, el telegrama advertía al monarca en términos enérgicos que si cualquier miembro del Khana Ratsadon resultaba herido, los príncipes bajo custodia sufrirían.

### Reacción de la realeza

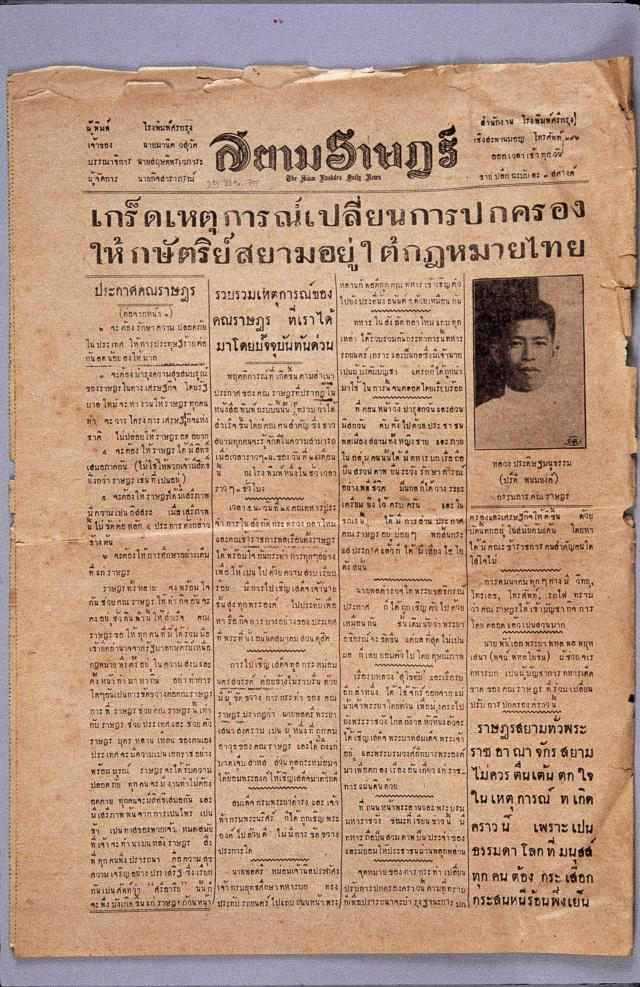
El titular del periódico Siam Ratsadon dice: "El cambio de gobierno del rey siamés se realizará bajo la ley".

Previo a la llegada del telegrama de los Mosqueteros, el rey estaba al tanto de los acontecimientos en Bangkok. Estaba jugando golf en el campo de golf de la villa de verano con la reina Rambhai Barni, dos ministros principescos y algunos cortesanos. Cuando llegó un mensaje urgente, supuestamente en el octavo hoyo, el príncipe Purachatra llegó para informar al rey. El rey y los príncipes consideran distintas opciones, entre las cuales incluía huir del país, organizar un contragolpe o la rendición total. Sin embargo, el rey ya había tomado la decisión antes de que llegara el telegrama. Rápidamente respondió que estaba dispuesto a permanecer en el trono como un monarca constitucional y que siempre había estado a favor de otorgarle al pueblo una constitución. El rey escribió su decisión de rehusarse a pelear: "No podría sentarme en un trono manchado de sangre". Un punto del que el rey no cedió fue cuando el partido envió una cañonera para llevarlo a Bangkok. Se rehusó y viajó de regreso a Bangkok en el tren real, alegando que no era prisionero del Khana Ratsadon.
El rey Prajadhipok regresó a Bangkok el 26 de junio. Su primera acción fue conceder una real audiencia al Khana Ratsadon. Al entrar los miembros a la sala, el rey se levantó y los saludó diciendo: "Me levanto en honor al Khana Ratsadon". Fue un gesto significativo, dado que en la cultura siamesa el rey siempre permanecía sentado cuando sus súbditos le rendían homenaje, no a la inversa. Esto llevó a Pridi a disculparse por haberlo difamado en el manifiesto. Posteriormente, todas las copias conocidas fueron retiradas de circulación. El rey respondió a este acto estampando su sello real sobre un documento exonerando todos los miembros del Khana Ratsadon del golpe de Estado. Posterior a ello, el Khana Ratsadon liberó entonces a todos sus rehenes, con la excepción del príncipe Paribatra, a quien consideraban muy poderoso. Le pidieron que abandonara el país. Él luego huyó a Java, para no regresar jamás, y murió en Bandung en 1944. Otros príncipes se exiliaron voluntariamente en otros países del sudeste asiático, y algunos en Europa.

### Primera constitución de Tailandia

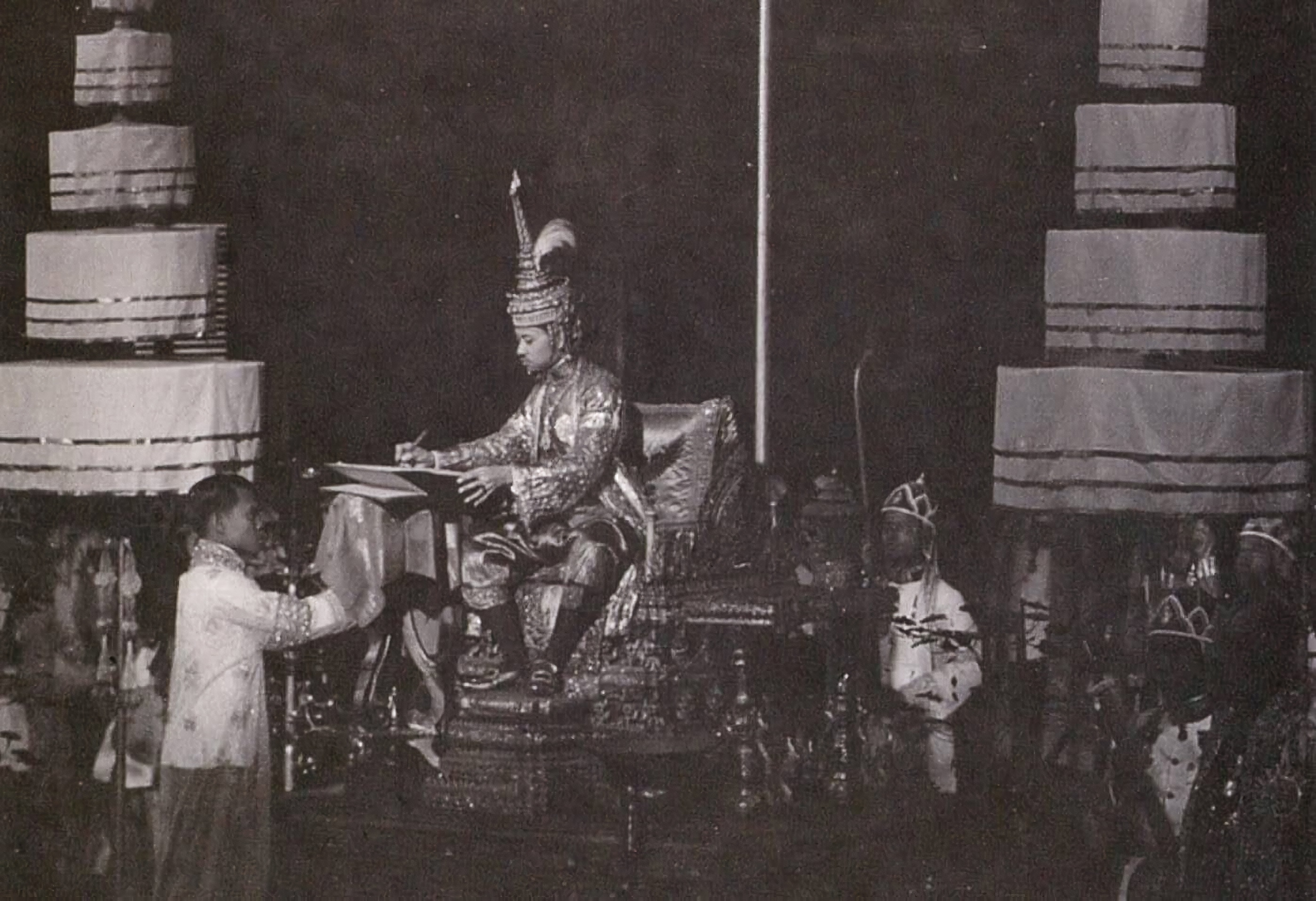
El rey Prajadhipok firma la Constitución Permanente de Siam el 10 de diciembre de 1932

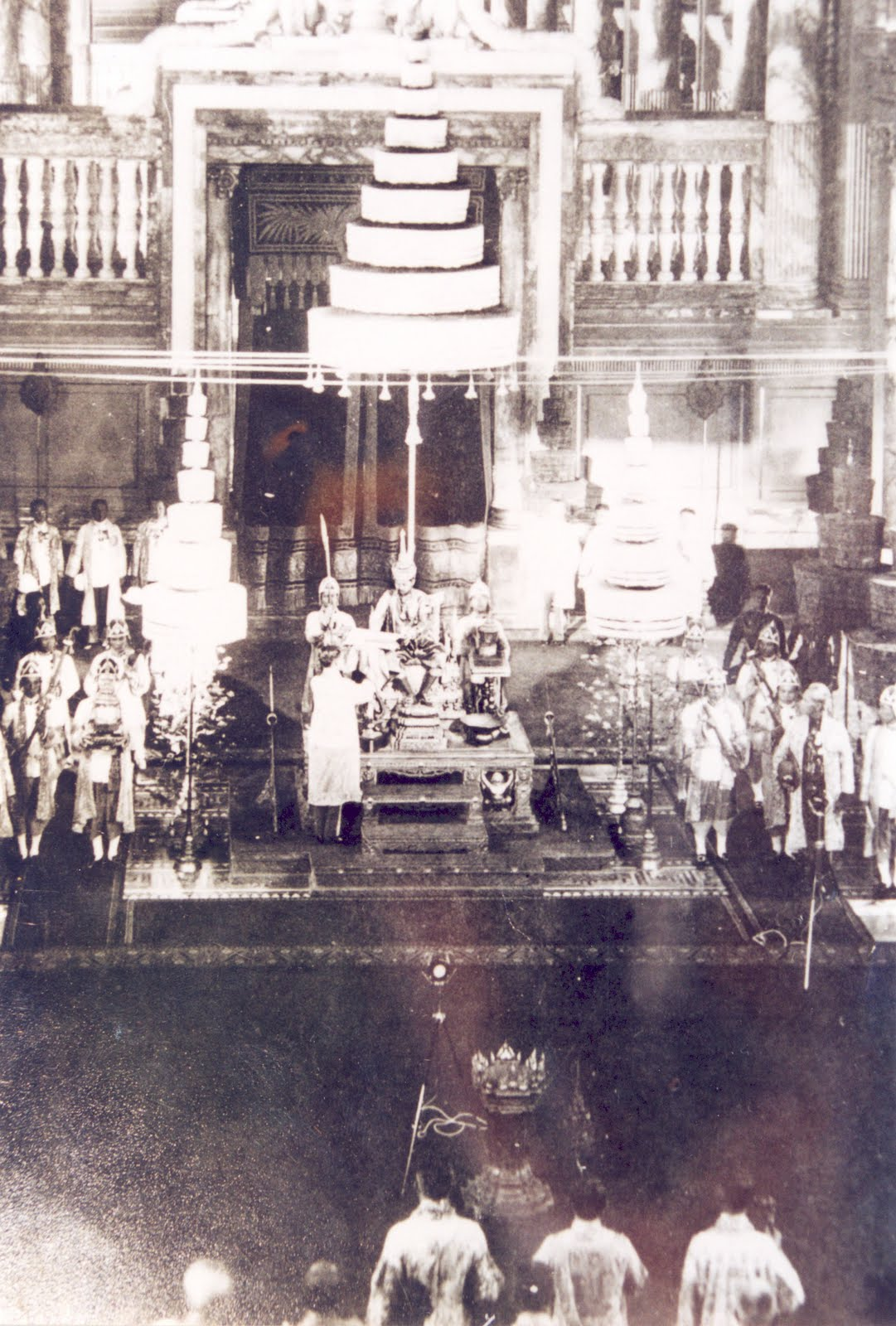
La concesión de la constitución "permanente" de Siam el 10 de diciembre de 1932 en el Salón del Trono Ananta Samakhom

Inmediatamente después de la revolución, Prajadhipok y el Khana Ratsadon se pusieron manos a la obra para otorgar al pueblo siamés su primera constitución. La carta provisional fue firmado el 27 de junio de 1932 a las 17:00. Era un borrador redactado por Pridi con antelación. La constitución comienza anunciando que: "el poder supremo en el país pertenece a todo el pueblo". La constitución básicamente despojó al rey de todos sus antiguos poderes, como el veto, el indulto e incluso el de confirmar a su propio sucesor y heredero. La constitución removió los poderes de la monarquía, sin abolir el cargo en sí. La constitución creó un Comité Popular (คณะกรรมการราษฎร, el ejecutivo) y una Asamblea de Representantes del Pueblo (รัฐสภาผู้แทนราษฎร) compuesto por 70 miembros nombrados.
La "democracia" en Siam se entregaría al pueblo en tres etapas. Primero, los miembros de la asamblea serían nombrados por los Cuatro Mosqueteros. Estos ejercerían el poder en nombre del pueblo, y su primera sesión duraría seis meses. Segundo, un periodo en el que la población. mayoritariamente ignorante, aprenderían sobre la democracia y elecciones; la asamblea se transformaría entonces en una mitad de miembros nombrados por los Mosqueteros, y la otra mitad por representación indirecta. Estos candidatos debían, por supuesto, haber sido examinados por el Khana Ratsadon antes de cualquier elección. Tercero, la carta establecía que la plena representación democrática en la asamblea solo podría lograrse al cabo de diez años o cuando más de la mitad de la población hubiera completado la educación primaria, lo que ocurriera primero.
La primera sesión de la Asamblea Popular se reunió en el Salón del Trono Ananta Samakhom el 28 de junio de 1932. Sin embargo, la carta no duró por mucho tiempo. A finales de año, el 10 de diciembre, se firmaría una nueva constitución permanente más moderada. Esta constitución finalmente devolvió a la monarquía muchos poderes que había perdido en la carta anterior, y la monarquía volvió a ser considerada "sagrada e inviolable". La Asamblea de Representantes del Pueblo fue ampliada para incluir a 156 miembros, 78 elegidos y 78 nombrados. Las restricciones democráticas fueron removidas y el gobierno programó las primeras elecciones de Siam para octubre de 1933.

## Consecuencias

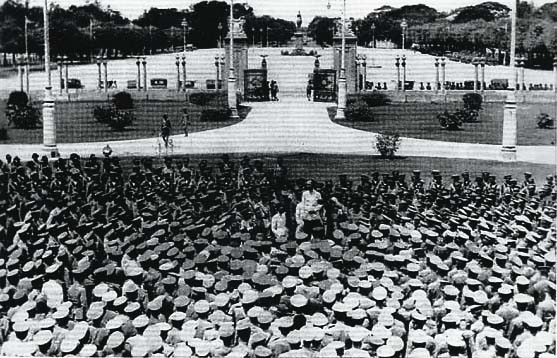
Phraya Manopakorn Nititada se dirige a la multitud en el Salón del Trono Ananta Samakhom.

A pesar de sus elevados ideales y su educación occidental, la versión de democracia de Pridi enfrentó el mismo dilema que la versión de Prajadhipok: la noción simplemente de que el país, especialmente la población rural, aún no estaba preparada para ella. En cuestión de días, el Khana Ratsadon había convertido a Siam en un país unipartidista con instituciones como la "Asamblea Popular" y el cargo de "Presidente del Comité Popular". Sin embargo, el Khana Ratsadon mostró su bipartidismo al recomendar el nombramiento del abogado y consejero privado Phraya Manopakorn Nititada como el primer presidente del Comité Popular, y de hecho, el primer Primer ministro de Siam. Sin embargo, las luchas internas dentro del gobierno sobre el "Borrador del Plan Económico Nacional" de Pridi, el llamado "Expediente de la Cubierta Amarilla", y las acciones del conservador primer ministro finalmente llevarían al primer golpe de Estado de Phraya Manopakorn Nititada el 1 de abril de 1933.

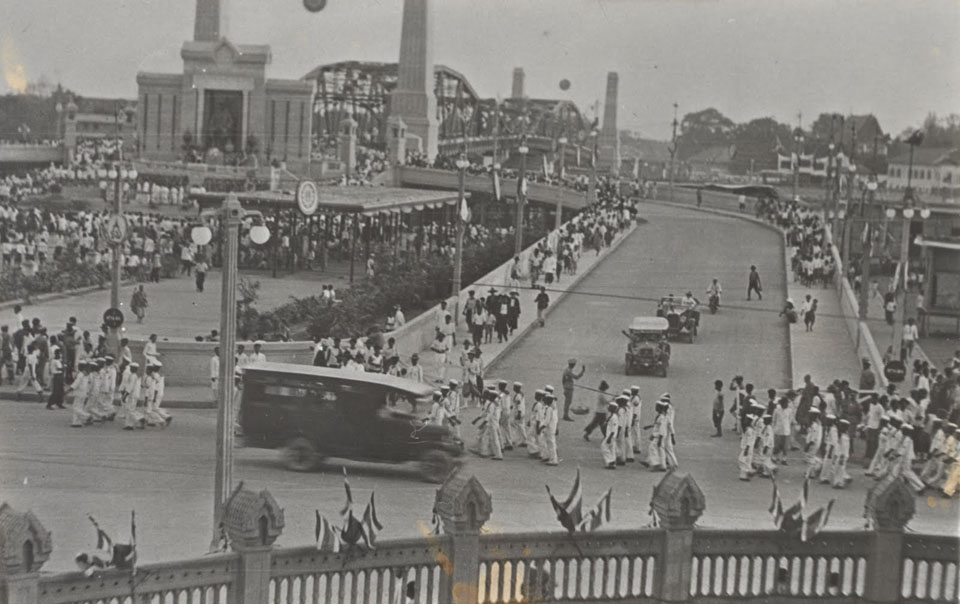
Celebraciones del Sesquicentenario.

A finales de 1932, el rey escribió a su nieto el príncipe Chula Chakrabongse sobre la decisión de regresar a Bangkok: "...todos sabíamos que probablemente íbamos al camino de la muerte". Las numerosas funciones constitucionales de la corona, y el descontento con la toma de poder de Phraya Phanon culminaron en octubre de 1933 en un contragolpe, la Rebelión de Boworadet, orquestada por facciones realistas. Los realistas estaban liderados por el príncipe Boworadet y muchos otros que habían perdido para siempre su influencia y posición debido a la toma del poder por parte del Khana Ratsadon. La rebelión fue un fracaso, y aunque no haya evidencia de la participación de Prajadhipok, su neutralidad e indecisión durante el breve conflicto provocaron la pérdida de su credibilidad y prestigio. Tres años después de la revolución, el rey Prajadhipok abdicó al trono y abandonó Siam para nunca jamás regresar. Murió en Inglaterra en 1941, durante la Segunda Guerra Mundial. Fue reemplazado como rey por su sobrino de nuevo años, el príncipe Ananda Mahidol (Rey Rama VIII), quien en ese momento asistía a la escuela en Lausana, Suiza.

## Legado

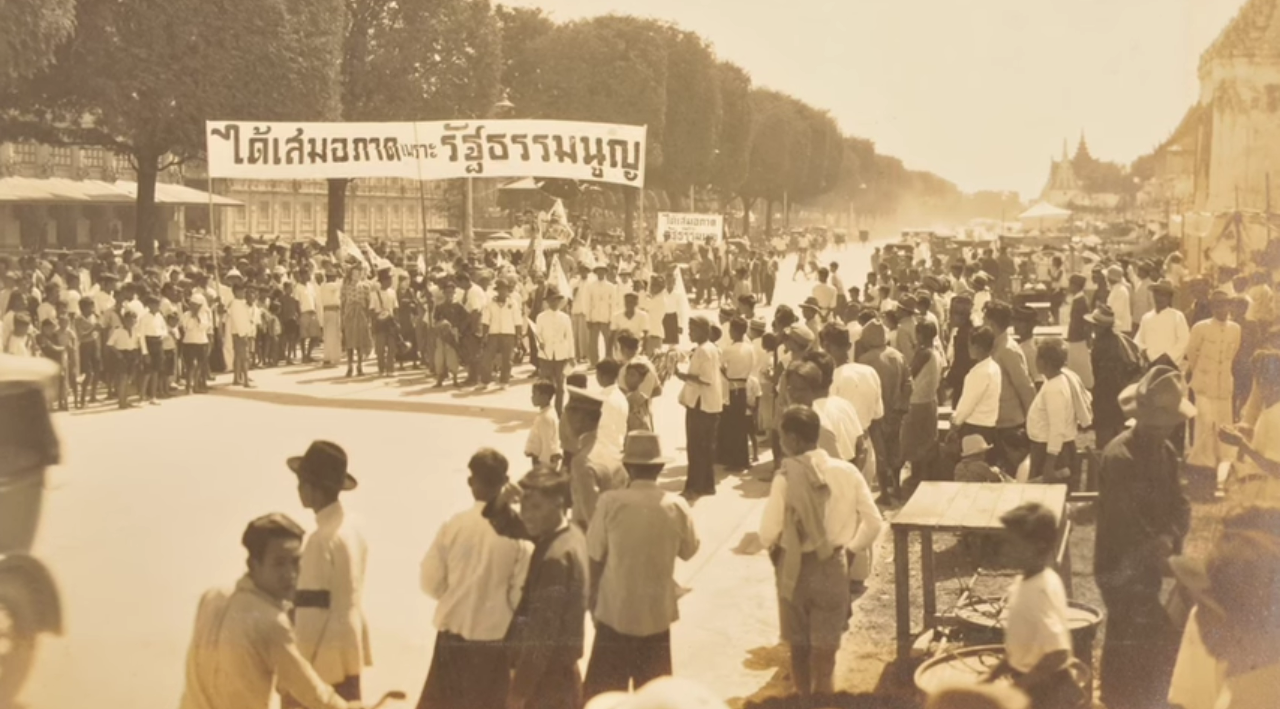
Percepción pública y discurso sobre la revolución de 1932

La percepción y el discurso públicos sobre la revolución de 1932 han fluctuado con el tiempo. Con el resurgimiento del papel de la monarquía, iniciado por el gobierno de Sarit Thanarat en la década de 1960, el Estado comenzó a restar la importancia de 1932. La celebración pública del 24 de junio como Día Nacional se abandonó en favor del cumpleaños del rey Bhumibol. Los libros de texto escolares pasaron por alto los acontecimientos, mientras que se popularizaron opiniones que calificaban de prematuras las acciones del Partido Popular y la idea de que Vajiravudh y Prajadhipok habían estado haciendo sus propios preparativos para dar la democracia al pueblo cuando estuviera listo.
La revolución siamesa de 1932 también se ha representado en la película animada tailandesa de 2024, 2475 El amanecer de la revolución [th]. La película ha recibido tanto elogios como críticas.